# Dwór Górny w Starym Waliszowie
Dwór Górny w Starym Waliszowie (niem. Schloss Ober Altwaltersdorf) – dwór z zabytkowym parkiem  w Starym Waliszowie, w powiecie kłodzkim.
Obiekt wybudowany w stylu renesansowym, zwany dworem górnym wzniesiony został w XVI w. przez ród von Pannwitzów. Dwór i wieś należały m.in. do: Chritopha von Pannwitza (1604, 1631), von: Ullersdorfów,  Wallisów (1747–1765) i Herbersteinów (1825–1840). Obiekt został przebudowany w XVIII i XIX w. Do dworu prowadzi zwieńczony półkoliście kamienny portal z napisem w j. łac. Solamen Sorü, Salus Solitudo. Przy dworze znajduje się zabytkowy park z końca XIX w. We wsi jest jeszcze Dwór Dolny (nr 57) niem. Rittergut, Schloss Nieder Alt Waltersdorf.